# Otto Flake
Otto Flake (* 29. Oktober 1880 in Metz, Deutsches Reich; † 10. November 1963 in Baden-Baden) war ein deutscher Schriftsteller. Flake gehörte neben Carl Einstein, Robert Müller und Robert Musil zu den wichtigsten expressionistischen Vertretern einer reflektiven Prosa, die Narration und Reflexion ineinandersetzten. Obzwar er nach 1945 zu Lebzeiten eine Wiederentdeckung erfuhr, ist er heute weitgehend vergessen. Zu den wichtigsten Dokumenten der Unterströmung des modernen Romans gehören der Großstadtroman Die Stadt des Hirns aus dem Jahre 1919 und Ja und Nein von 1920 mit ihrem Helden Lauda.

## Leben

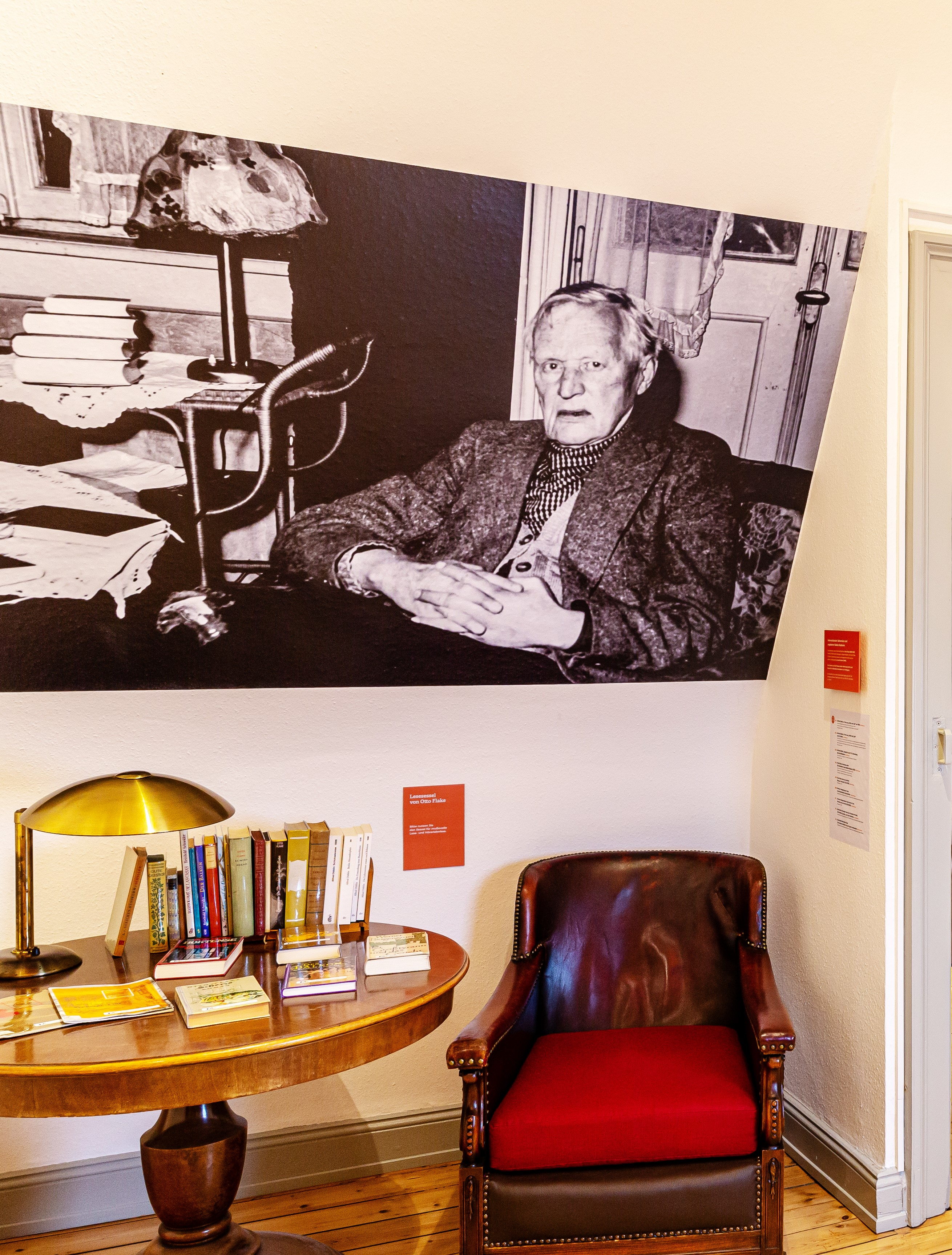
Sessel von Flake im Literaturmuseum der Stadtbibliothek Baden-Baden

### Vor 1914
Flake wurde am 29. Oktober 1880 in Metz geboren. Er besuchte das Gymnasium in Colmar und studierte anschließend Germanistik, Philosophie und Kunstgeschichte in Straßburg. Dort gehörte er zur Künstlergruppe Das jüngste Elsaß (auch Der Stürmerkreis).
Seine ersten beruflichen Stationen waren Paris und Berlin, wo er als regelmäßiger Mitarbeiter der Neuen Rundschau tätig war und später zu den auflagenstärksten Autoren der Weimarer Republik gehörte. In dieser Zeit unternahm er zahlreiche Reisen, über die er in seiner Essaysammlung Das Logbuch berichtet hat (publiziert 1917 bei S. Fischer). Unter anderem traf er in Konstantinopel mit Friedrich Schrader und Max Rudolf Kaufmann zwei ausgewiesene Kenner der osmanischen Kultur.
Von 1907 bis 1911 war Otto Flake mit der Ärztin und Sozialistin Minna Flake geb. Mai verheiratet, das Paar hatte einen 1908 geborenen Sohn, Thomas.

### Erster Weltkrieg
Während des Ersten Weltkrieges arbeitete Otto Flake in der Zivilverwaltung im besetzten Brüssel. Dort hatte er im Haus von Carl und Thea Sternheim Kontakt mit den ebenfalls dort stationierten Schriftstellern Gottfried Benn, Friedrich Eisenlohr und Carl Einstein, dem Kunsthistoriker Wilhelm Hausenstein, dem Verleger Hans von Wedderkop sowie dem Kunsthändler Alfred Flechtheim. Anfang 1918 war er kurze Zeit für die neu gegründete Deutsche Allgemeine Zeitung in Berlin als Chef des Feuilletons tätig. Stellvertretender Chefredakteur der DAZ war bis 1920 Max Rudolf Kaufmann, den Flake aus Konstantinopel kannte. Gegen Kriegsende ließ Flake sich in Zürich nieder und schloss sich dem Kreis der Dadaisten an.

### Weimarer Republik
1920 legte er eine deutsche Übersetzung des berühmten Romans von Honoré de Balzac, Verlorene Illusionen, vor. Im selben Jahr erkannte er zeitgleich mit Eduard Korrodi Hermann Hesses Urheberschaft des Demian. Seit 1928 lebte er nach seiner Ausweisung aus Südtirol (wo er am Ritten lebte) mit seiner Familie in Baden-Baden, wo er mit Ivo Puhonny bekannt wurde. Dessen Tochter Doris illustrierte Flakes Märchenbuch Der Straßburger Zuckerbeck (1933).
Kurt Tucholsky schrieb über seinen Mitarbeiter an Die Weltbühne:

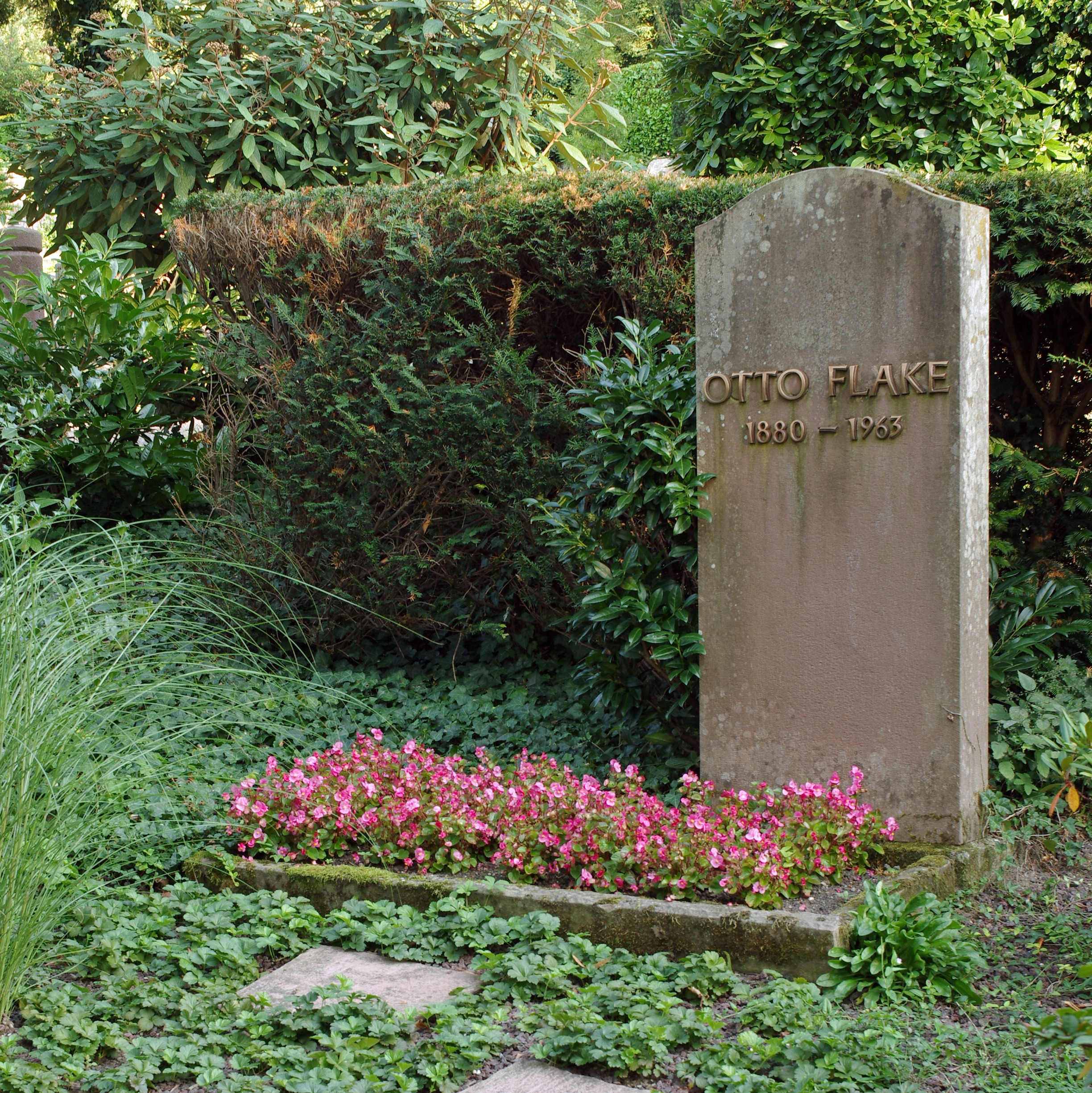
Flakes Grab auf dem Hauptfriedhof Baden-Baden

„Flake, unser bedeutendster Essayist neben Heinrich Mann, ein deutscher Wegbereiter, eine geistige Wohltat […].“

Stefan Zweig stellte fest:

„Ganz fremd ist Flake, ich weiß es, ganz isoliert mit dieser seiner Art in unserer neueren Literatur, aber notwendig, sehr notwendig, denn er beweist den Deutschen, denen Dichtung fast immer eins ist mit Dämmerung, am besten, dass Kunst auch Klugheit sein kann und zwar Klugheit mit Kraft.“

### Nationalsozialismus
1933 unterschrieb Flake wie 87 weitere deutsche Schriftsteller eine Ergebenheitsadresse an Adolf Hitler, das Gelöbnis treuester Gefolgschaft, worum ihn sein Verleger Samuel Fischer ersucht hatte, um dessen Verlag zu unterstützen (Fischer galt nach den Kategorien der Nazis als Jude). Zudem war Flakes fünfte Ehefrau in der Terminologie der Nazis eine „Halbjüdin“, und er glaubte, auch sie dadurch zu schützen. Für diese Unterschrift wurde er unter anderem von Thomas Mann, Bertolt Brecht und Alfred Döblin scharf kritisiert.

### Nach dem Zweiten Weltkrieg
Nach Kriegsende 1945 wurde Flake von der französischen Besatzungsmacht in den Kulturrat von Baden-Baden berufen, der mit der Durchführung von Ausstellungen und Vorträgen betraut war. Als gebürtiger Lothringer setzte er sich für die Aussöhnung von Deutschen und Franzosen ein. Als Autor wurde er nach 1945 zunächst kaum mehr wahrgenommen und schrieb unter Pseudonym. 1954 erhielt Otto Flake den Johann-Peter-Hebel-Preis des Landes Baden-Württemberg. Im Jahr 1958 setzte sich der junge Rolf Hochhuth nachdrücklich für den vergessenen Flake ein, worauf bei Bertelsmann mehrere Titel des verarmten und depressiven Autors neu aufgelegt wurden und in 28 Monaten sich rund 1 Million Exemplare verkauften.
Am 10. November 1963 starb Otto Flake in Baden-Baden. Sein Nachlass befindet sich in der Stadtbibliothek Baden-Baden und im Deutschen Literaturarchiv Marbach.
Otto Flake war fünfmal verheiratet, davon zweimal mit der Mutter seiner Tochter. Die Tochter Eva Maria Seveno starb am 21. Februar 2010 im Alter von 89 Jahren in der Nähe von Lübeck.
Friedrich Sieburg beschreibt Flake als Moralisten mit dem Drang, die menschliche Natur zu bilden, [...] als Prophet, dem man nicht glaubte, Lehrer, dem man nicht folgte. In der DDR wurde Flakes Das Ende der Revolution (1920) auf die Liste der auszusondernden Literatur gesetzt.

## Werke (Auswahl)
- Die elsässische Frage als Kulturproblem, in: März. Halbmonatsschrift für deutsche Kultur. 1. Jg. 1907
- Strassburg und das Elsass. Mit acht Vollbildern. 1908
- Rund um die elsässische Frage. 1911
- Der französische Roman und die Novelle. Ihre Geschichte von den Anfängen bis zur Gegenwart. 1912
- Schritt für Schritt. Roman 1912
- Freitagskind. Roman. 1913
- Caramba. Erzählung. Neue Rundschau. Jahrgang 24 von Freie Bühne. 11. Heft, November 1913.
- Die Prophezeiung und andere Novellen.[12] 1915
- Yvonne Müller. In: Die neue Rundschau. S. Fischer, Berlin 1915, S. 574–576 (Digitalisat).
- Horns Ring. S. Fischer, Berlin 1917 (Digitalisat).
- Schritt für Schritt. S. Fischer, Berlin 1917 (Digitalisat).
- Abenteurerin. Im dritten Jahr. Zwei Stücke. S. Fischer, Berlin 1918 (Digitalisat).
- Das Logbuch. S. Fischer, Berlin 1918 (Digitalisat).
- Wandlung. Paul Steegemann, Hannover 1919 (Digitalisat). Neuausgabe in: Neue deutsche Erzähler, 1. (Max Brod u. a.) Paul Franke, Berlin o. J. (1930)
- Die Stadt des Hirns. S. Fischer, Berlin 1919 (Digitalisat).[13]
- Politisierung mehr als je, Essay, in: Das Ziel. Jahrbücher für geistige Politik. Hrsg. Kurt Hiller. Jahrbuch 3, 1. Halbband, 1919
- Das Ende der Revolution 1920 online
- Ulrich von Hutten. Mit 8 Bildbeigaben. 1920
- Republik Deutschland, in: Der Neue Merkur. Monatsschrift für geistiges Leben. Hg. Efraim Frisch u. a. 4. Jg. Heft 8, November 1920
- Nein und Ja. S. Fischer, Berlin 1920 (Digitalisat).
- Die fünf Hefte. 1920[14]; auch als Dinge der Zeit 1921
- Das kleine Logbuch. 1921 online
- Kaiserin Irene. In vier Aufzügen. 1921
- Pandämonium. Eine Philosophie des Identischen. Drei Masken, München 1921 (Digitalisat).
- Die moralische Idee. Eine kritische Untersuchung. Drei Masken, München 1921 (Digitalisat).
- Das neuantike Weltbild. Otto Reichl, Darmstadt 1922 (Digitalisat).
- Die Simona (Auszug aus „Die Stadt des Hirns“). Ullstein, Berlin 1922 (Digitalisat).
- Die Romane um Ruland: Ruland (1922); Eine Kindheit; Der gute Weg; Villa U.S.A. (1926); Freund aller Welt (1928)
- Erzählungen 1923[15]
- Die Unvollendbarkeit der Welt. Eine Chemie Gottes. 1923
- Die Deutschen. 1923
- Die zweite Jugend. Erzählung 1924
- Der gute Weg. Roman 1924
- Zum guten Europäer. Zwölf Chroniken Werrenwags. 1924
- Sommerroman. 1927[16]
- Der Erkennende. Philosophie der Freiwerdung. 1927
- Unsere Zeit. 1927
- Die erotische Freiheit. 1928
- Es ist Zeit … 1929
- Große Damen des Barock. Historische Portraits. 1929
- Marquis de Sade. Mit einem Anhang über Retif de la Bretonne. 1930. (Neuausgabe, mit zwei Nekrologen auf Otto Flake von Rolf Hochhuth: Deutscher Taschenbuch Verlag, München 1966.)
- Ausfahrt und Einkehr. Erzählungen und Reiseskizzen. 1930
- Christa. Ein Kinderroman. 1931
- Die Geschichte Mariettas. 1931
- Bilanz. Versuch einer geistigen Neuordnung. 1931
- Maria im Dachgarten, und andere Märchen. 1931
- Montijo oder Die Suche nach der Nation. Roman 1931
- Die französische Revolution. 1932
- Hortense oder die Rückkehr nach Baden-Baden. 1933
- Der Strassburger Zuckerbeck und andere Märchen. 1933
- Die Töchter Noras. 1934
- Die junge Monthiver. 1934
- Anselm und Verena. 1935[17]
- Scherzo. 1936
- Sternennächte am Bosporus. 1936
- Schön Bärbel von Ottenheim. 1937
- Türkenlouis. Gemälde einer Zeit. 1937
- Die vier Tage. 1937
- Personen und Persönchen. Roman. 1938
- Straßburg. Geschichte einer deutschen Stadt. 1940[18]
- Der Handelsherr. Roman 1940
- Das Quintett. 1943
- Die Deutschen. 1946
- Nietzsche. Rückblick auf eine Philosophie. 1946
- Versuch über Stendhal. München 1946
- Versuch über Oscar Wilde. München 1946
- Fürst Pückler-Muskau. In: Karussell. Literarische Monatsschrift. 1. Jg. 1946, Heft 5
- Fortunat. (In zwei Bänden: „Berge und Täler bleiben stehen“, „Menschen begegnen sich“) 1946
- Ein Mann von Welt (In zwei Bänden: „Fluctuat nec mergitur“, „Wappen von Paris“) 1947
- Amadeus. 8 Erzählungen. (= Die Erzählungen in zwei Bänden, 1) 1947
- Die Söhne. 7 Erzählungen. (= Die Erzählungen in zwei Bänden, 2) 1947
- Der Reisegefährte. Erzählungen 1947
- Old Man. 1947[19]
- Der Mann im Mond und andere Märchen, 2. Auflage 1947
- Vom Pessimismus. 1947 (unter dem Pseud. Leo F. Kotta)
- Jakob Burckhardt. 1947
- Traktat vom Eros. Essay 1947 (unter dem Pseud. Leo F. Kotta)
- Zuweisungen. Essais und Aufsätze.[20] 1948
- Kinderland. Sieben Märchen. 1948
- Kamilla. 1948
- Als die Städte noch standen. Kleine Prosa. 1949
- Otto Flake zum siebzigsten Geburtstag. 1950[21]
- Traktat vom Intensiven. 1950 (unter dem Pseudonym Leo F. Kotta)
- Die Sanduhr. Roman. 1950[22]
- Kaspar Hauser. Vorgeschichte, Geschichte, Nachgeschichte. Der Tatsachenbericht. 1950
- Die Bücher von Bodensee. 1950
- Die Monthiver Mädchen. 1950[23]
- Schloß Ortenau. 1955[24]
- Der Pianist. Erzählung. 1960
- Finnische Nächte. Die Erzählungen. 1960, Vorwort Friedrich Sieburg
- Es wird Abend. Bericht aus einem langen Leben. Autobiographie 1960
- Über die Frauen. Aphorismen. 1961
- Die Versuchung des Richters. Kurzgeschichte
- Freiheitsbaum und Guillotine. Essays aus sechs Jahrzehnten. Hrsg. Rolf Hochhuth, Peter Härtling, ca. 1969 Klappentext

## Übersetzungen, Einleitungen
- Alexandre Dumas: Die Kameliendame. Roman. Deutsche Übertragung von Otto Flake, 1907
- Alain-René Lesage: Der hinkende Teufel. Roman. Übers. v. G. Fink. Illustriert von Fritz Fischer. Neu hrsg. u. eingel. von Otto Flake. 1910
- Benjamin Constant: Adolf. Aus den Papieren eines Unbekannten. Übersetzt und eingeleitet von Otto Flake. 1910
- Michel de Montaigne, Gesammelte Schriften. Historisch-kritische Ausgabe mit Einleitungen und Anmerkungen unter Zugrundelegung der Übertragung von Johann Joachim Bode, hrsg. von Otto Flake und Wilhelm Weigand. 8 Bände. 1911
- Mirabeau: Mirabeaus Briefe an Sophie aus dem Kerker von Vincennes. Deutsch. Mit einer Einleitung von Otto Flake
- Gédéon Tallemant des Réaux: Geschichten. Deutsch von Otto Flake. Zwei Bände 1913
- Jean de La Bruyère: Charaktere. Neue deutsche Ausgabe. Hrsg. v. Otto Flake.
- Honoré de Balzac: Vetter Pons. Übersetzt von Otto Flake. ca. 1920
- Honoré de Balzac: Verlorene Illusionen. Übersetzt von Otto Flake, ca. 1920
- Denis Diderot: Die Romane und Erzählungen. 3 Bände, 1920. Übertragen von Hans Jacob und Else Hollander. Mit einer Einführung von Otto Flake
- André Suarès: Portraits. Übertragung und Nachwort von Otto Flake. 1922 (online auf archive.org)
- Honoré de Balzac: Pariser Novellen. Übersetzt von Otto Flake. 1923
- Anker Kirkeby: Russisches Tagebuch. Einführung von Otto Flake. 1924
- Arthur de Gobineau: Die Renaissance. Historische Szenen. Deutsch von Otto Flake.
- Heinrich Heine: Gedichte, Prosa, Briefe. Ein Brevier, Ausgewählt und eingeleitet von Otto Flake. 1947
- Stendhal: Rot und Schwarz

## Sekundärliteratur
- Peter de Mendelssohn: Zu Otto Flakes 100. Geburtstag. (Nachwort in Es wird Abend.) Fischer TB, 1980, S. 609–614
- Ferruccio Delle Cave (Hg): Die Unvollendbarkeit der Welt. Ein Symposium. (über Flake) Edition Rætia, Bozen 1992
- Friedrich Sieburg: Otto Flake und die Deutschen. Nachwort in: Otto Flake: Schloß Ortenau. Sommerroman. Old Man. Drei Romane. S. Fischer, Frankfurt 1974 ISBN 978-3-10-021103-3 S. 777–781
- Michael Farin (Hrsg.): Otto Flake. Annäherungen an einen Eigensinnigen. Baden-Badener Bibliotheksgesellschaft, 1985
- Gerd Stockebrand: Otto Flake und der literarische Expressionismus. Phil. Diss. Würzburg 1988
- Michael Farin, Raoul Schrott (Hrsg.): Otto Flake und Dada: 1918–1921 (= Vergessene Autoren der Moderne; Bd. 56). Universität-Gesamthochschule Siegen, 1993